# Comptabiliteitswet 2001
De Comptabiliteitswet 2001 is een per 1 januari 2018 vervallen wet die toen is vervangen door de Comptabiliteitswet 2016. De wet stelde regels omtrent de Nederlandse Rijksbegroting alsmede omtrent de Algemene Rekenkamer. Daarmee gaf zij vorm aan de opdracht in de Nederlandse Grondwet om rijksbegroting (artikel 105) en Rekenkamer (artikel 78) bij formele wet te regelen.

## Voorloper
Ook voor 2001 bestond er een comptabiliteitswet, de Comptabiliteitswet 1976.

## Belang
De Comptabiliteitswet bevat bepalingen voor de begroting van het Rijk, het begrotingsbeheer en de bedrijfsvoering van het Rijk, het toezicht van de ministers, het liquidemiddelenbeheer en de financiering van rechtspersonen die collectieve middelen beheren, de verantwoording van het Rijk, de accountantscontrole bij het Rijk, de Algemene Rekenkamer en de comptabele noodwetgeving. 